# Thomas Munkelt
Thomas Munkelt, född den 3 augusti 1952, är en tysk före detta friidrottare som tävlade i häcklöpning för Östtyskland.
Munkelt slog igenom vid EM 1978 i Prag där han vann guldmedaljen på 110 meter häck. Hans främsta merit kom två år senare vid Olympiska sommarspelen 1980 i Moskva då han vann guld. Han försvarade sitt EM-guld två år senare vid EM i Aten. Vid samma mästerskap blev han även silvermedaljör i den korta stafetten på 4 x 100 meter. 
Han var även en framgångsrik inomhuslöpare på 60 meter häck med fyra EM-guld. Han var även den första att springa under 7,50 när han noterade tiden 7,48 1983.

## Personliga rekord
- 60 meter häck - 7,48 från 1983
- 110 meter häck - 13,37 från 1977